# Dornești (gmina)
Dornești – gmina w Rumunii, w okręgu Suczawa. Obejmuje miejscowości Dornești i Iaz. W 2011 roku liczyła 3926 mieszkańców.